# Põltsamaa (municipi)

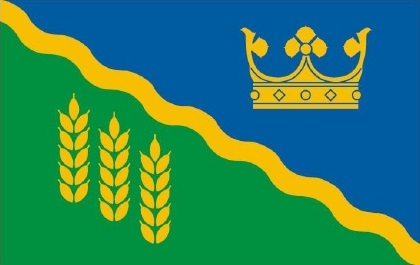

Põltsamaa és un municipi situat al centre d'Estònia, al comtat de Jõgeva. Conegut pel seu passat històric, patrimoni arquitectònic i naturalesa exuberant, Põltsamaa ocupa un lloc destacat dins la regió tant pel seu pes econòmic com cultural. Amb una extensió significativa i una vida comunitària activa, el municipi és un punt de trobada entre la tradició i la modernitat a la realitat estoniana contemporània.

## Geografia
El municipi de Põltsamaa s'estén per una àmplia zona al centre d'Estònia, abastant tant la ciutat de Põltsamaa com una dotzena de petits pobles i llogarets. El paisatge està marcat per la presència de terres de conreu, frondosos boscos i zones humides d'alt valor ecològic. L'element natural més rellevant és el riu Põltsamaa, que travessa el municipi de nord a sud i exerceix un paper fonamental tant en la seva història com en el seu desenvolupament econòmic i social.
Les terres fèrtils de la regió han permès el desenvolupament d'una agricultura diversa, amb plantacions de cereals, patates i fruites, i una important activitat ramadera. La presència de masses boscoses afavoreix tant l'explotació forestal com el desenvolupament d'activitats recreatives i d'ecoturisme. Al mateix temps, les zones humides actuen com a reservoris naturals i ofereixen hàbitats crucials per a moltes espècies d'aus i mamífers.

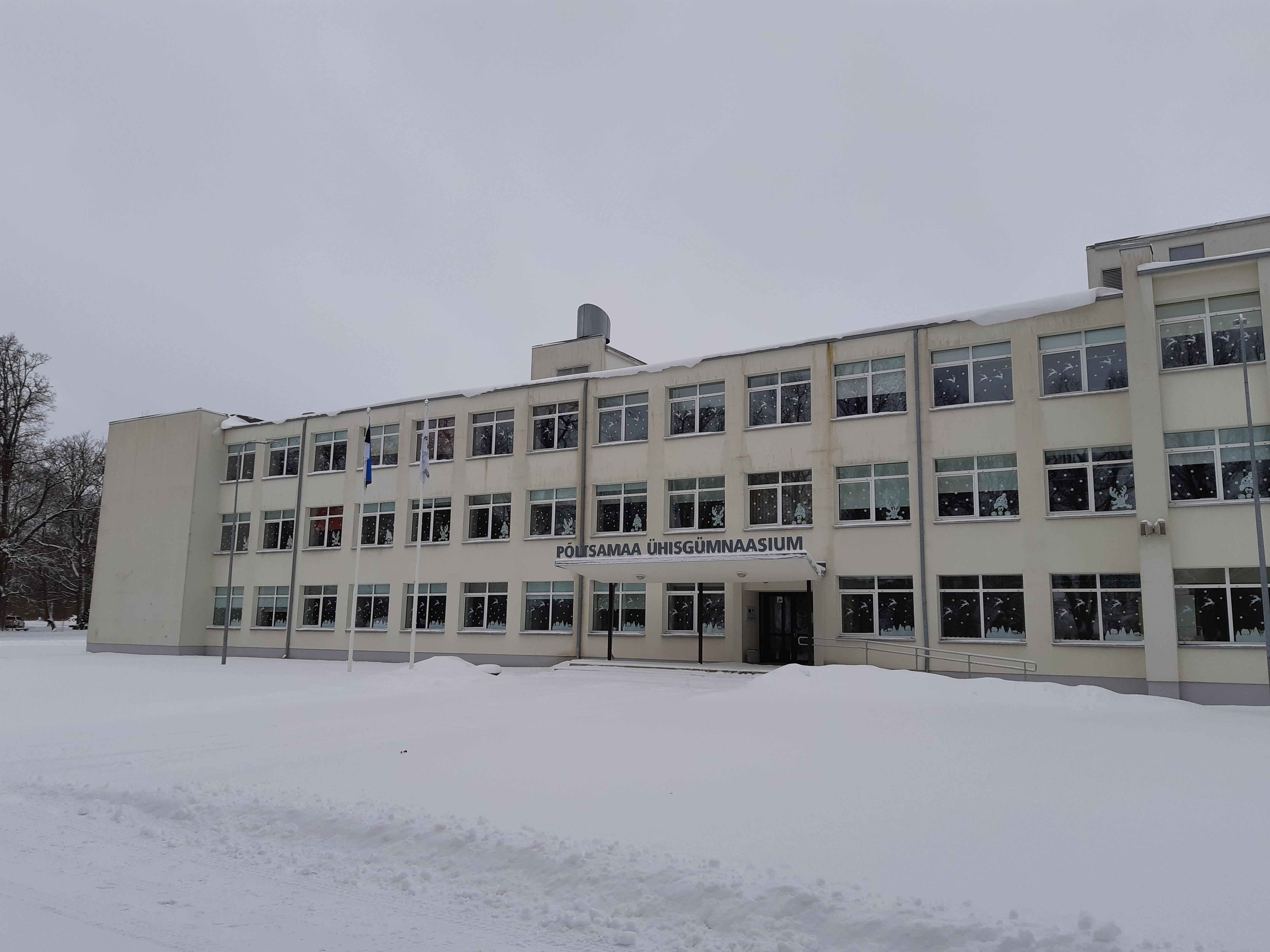

El clima de Põltsamaa és continental humit, amb hiverns freds i nevats i estius suaus i relativament curts. Les temperatures mitjanes oscil·len entre els -7 ºC al gener i els 17 ºC al juliol. Aquest clima, tot i ser rigorós a l'hivern, ha afavorit la configuració d'un paisatge canviant que destaca per la bellesa de les seves quatre estacions.
En termes administratius, el municipi limita amb altres municipis del comtat de Jõgeva, com Jõgeva, Puurmani i Pajusi, entre d'altres. La seva ubicació estratègica entre les ciutats de Tartu i Tallinn l'ha convertit en un node de comunicacions important a l'eix central del país.
A nivell hidrogràfic, a més del riu Põltsamaa, destaquen diversos afluents i llacs, alguns dels quals s'utilitzen com a zones de pesca i d'esbarjo. Els sistemes de regadiu i drenatge desenvolupats al llarg del segle XX continuen sent fonamentals per al bon funcionament de l'activitat agrària.
La diversitat paisatgística i el mosaic ecològic que configura el municipi han portat a la creació de diversos espais protegits i rutes naturals, on els visitants poden explorar la riquesa biològica i gaudir d'una natura encara molt ben conservada.

## Història

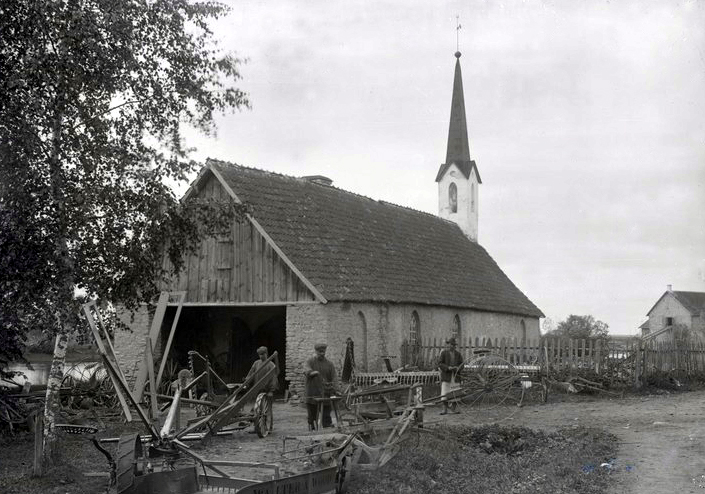

Els orígens del municipi de Põltsamaa es remunten a l'època medieval, concretament al segle XIII, quan va ser esmentat per primera vegada en documents històrics. Inicialment coneguda com Oberpahlen sota influència alemanya, Põltsamaa va tenir un paper destacat en les disputes entre diverses potències que lluitaven pel control de les terres de Livònia. El seu emplaçament estratègic al llarg del riu i prop de rutes comercials la va convertir en un enclavament vital tant per a l'economia com per a la defensa militar.
El castell de Põltsamaa, construït al segle XIII per l'Orde Livonià, fou originalment una fortalesa defensiva. Aquest bastió va canviar de mans diverses vegades al llarg dels segles, reflectint la inestabilitat política i militar de la regió. Al segle XVI, durant la Guerra de Livònia, el castell fou pres per les tropes russes d'Ivan el Terrible, però posteriorment recuperat per les forces sueques.
Amb l'establiment del domini suec a Livònia al segle XVII, Põltsamaa va entrar en una època de relativa estabilitat i desenvolupament econòmic. Durant aquest període es van establir nous assentaments rurals i es va fomentar l'agricultura. No obstant això, la Gran Guerra del Nord (1700-1721) i la posterior annexió per part de l'Imperi Rus van marcar l'inici d'un nou capítol. Durant l'època imperial, Põltsamaa va experimentar una modernització progressiva, amb la construcció de vies de comunicació i infraestructures que van millorar la connectivitat amb altres parts del país.

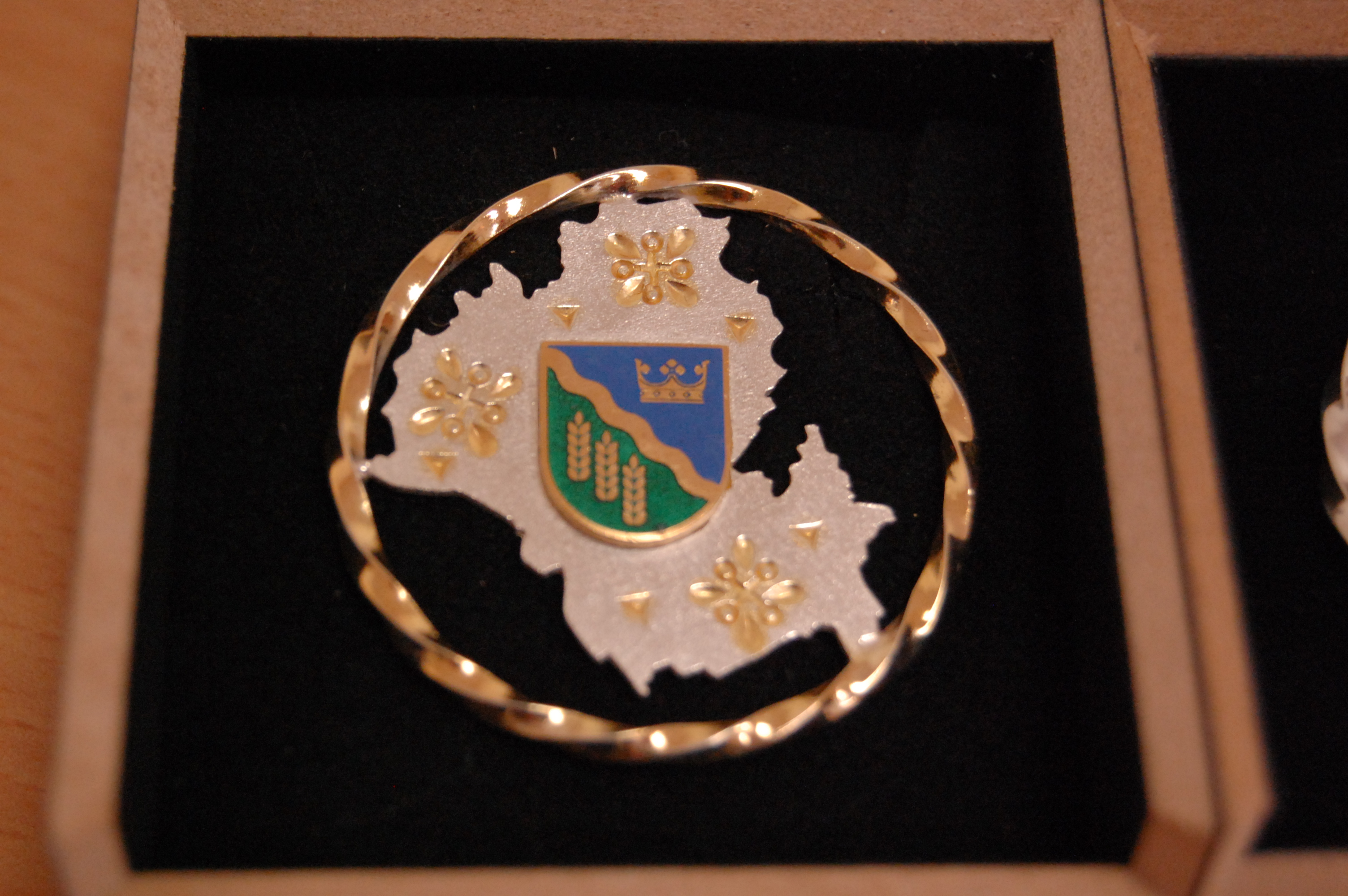

El segle XIX fou una època de canvi cultural i social. A Põltsamaa s'hi va publicar la primera revista en estonià, "Põltsamaa Kuu", i la regió es va convertir en un centre del renaixement nacional estonià. Els moviments culturals, impulsats per figures clau com Carl Robert Jakobson, van tenir una influència notable en el municipi, especialment en l'àmbit educatiu i literari.
Durant la Primera República d'Estònia (1918-1940), Põltsamaa va consolidar el seu paper com a centre administratiu i econòmic. Tanmateix, la Segona Guerra Mundial va tenir un impacte devastador: molts edificis històrics, inclòs el castell, van quedar greument danyats pels bombardeigs. L'ocupació nazi i posteriorment soviètica va comportar canvis profunds en l'estructura social, econòmica i cultural de la zona.
Amb la incorporació forçosa d'Estònia a la Unió Soviètica, Põltsamaa fou integrat en el sistema de planificació centralitzada. Es van establir granges col·lectives (kolkhozs) i indústries locals, especialment relacionades amb la conservació d'aliments i la transformació agroalimentària. Aquests sectors encara avui defineixen bona part de l'economia local.
Amb la recuperació de la independència d'Estònia el 1991, Põltsamaa ha viscut una etapa de renovació institucional i revitalització cultural. L'ajuntament ha implementat diverses estratègies de desenvolupament sostenible, ha restaurat espais històrics i ha fomentat el turisme patrimonial. El municipi també ha establert agermanaments amb altres ciutats europees i participa activament en projectes transfronterers i de cooperació internacional.
Avui, Põltsamaa es projecta com un exemple d'adaptació al segle XXI sense perdre de vista les seves arrels. Les iniciatives educatives, les restauracions patrimonials i el dinamisme empresarial mostren un territori amb empenta i respecte per la seva herència.

## Demografia
Segons les dades oficials més recents, el municipi de Põltsamaa compta amb una població de prop de 10.000 habitants repartits entre la ciutat de Põltsamaa i les diverses localitats que formen part del terme municipal. Aquesta distribució mostra una combinació d'entorns urbans i rurals, amb una clara concentració poblacional al nucli urbà i una densitat més baixa en els pobles perifèrics.
La composició demogràfica es caracteritza per una majoria d’estonians ètnics, tot i que també s'hi troben petites minories russes, ucraïneses i d'altres orígens, especialment heretades de l'època soviètica. L’idioma principal és l’estonià, però molts habitants també tenen competències en rus i anglès, especialment entre els més joves i en àmbits com el comerç i el turisme.
La piràmide d’edats reflecteix una tendència al progressiu envelliment de la població, un fenomen comú en moltes zones rurals d’Estònia. No obstant això, l'atractiu natural i patrimonial del municipi, així com la seva qualitat de vida, han propiciat iniciatives per fomentar la repoblació, amb la promoció d’habitatges assequibles i ajudes per a famílies joves i emprenedors.
En aquest sentit, el municipi ha implementat estratègies per frenar la despoblació i promoure l’establiment de nous residents. Aquestes polítiques inclouen suport a l’habitatge, incentius fiscals i el foment del teletreball gràcies a una bona connexió digital. Això ha permès atraure una nova generació de residents que valoren l’entorn natural, la tranquil·litat i els serveis de proximitat que ofereix Põltsamaa.
Pel que fa a l’educació, la proporció d’estudiants en edat escolar s’ha mantingut relativament estable, i els centres educatius del municipi tenen una bona reputació. A més, s’han implementat programes per reforçar l’oferta formativa i fomentar l’arrelament dels joves.
Les dades sobre la taxa de natalitat i mortalitat mostren una lleugera tendència a l’equilibri, tot i que el nombre de naixements encara és inferior al de defuncions. Aquest desequilibri es compensa parcialment amb l’arribada de nous residents, especialment famílies joves que cerquen una vida més tranquil·la fora de les grans ciutats.
A nivell de mobilitat interna, molts habitants treballen dins del municipi, en sectors com l’agricultura, la indústria alimentària o l’administració. Tanmateix, també és habitual que alguns residents es desplacin a ciutats properes com Tartu o Jõgeva per motius laborals o educatius, fet que ha generat una mobilitat pendular significativa.
En conjunt, la demografia de Põltsamaa reflecteix els reptes habituals de les zones semi-rurals d’Estònia, però també mostra signes d’adaptació i capacitat de resiliència. Amb polítiques actives i un entorn atractiu, el municipi continua sent un lloc habitable i amb futur.

## Economia
L’economia de Põltsamaa es caracteritza per una estructura diversificada que combina tradició i innovació. Tot i la seva ubicació relativament allunyada dels principals centres urbans, el municipi ha sabut aprofitar els seus recursos naturals i humans per desenvolupar un teixit econòmic robust i resilient.

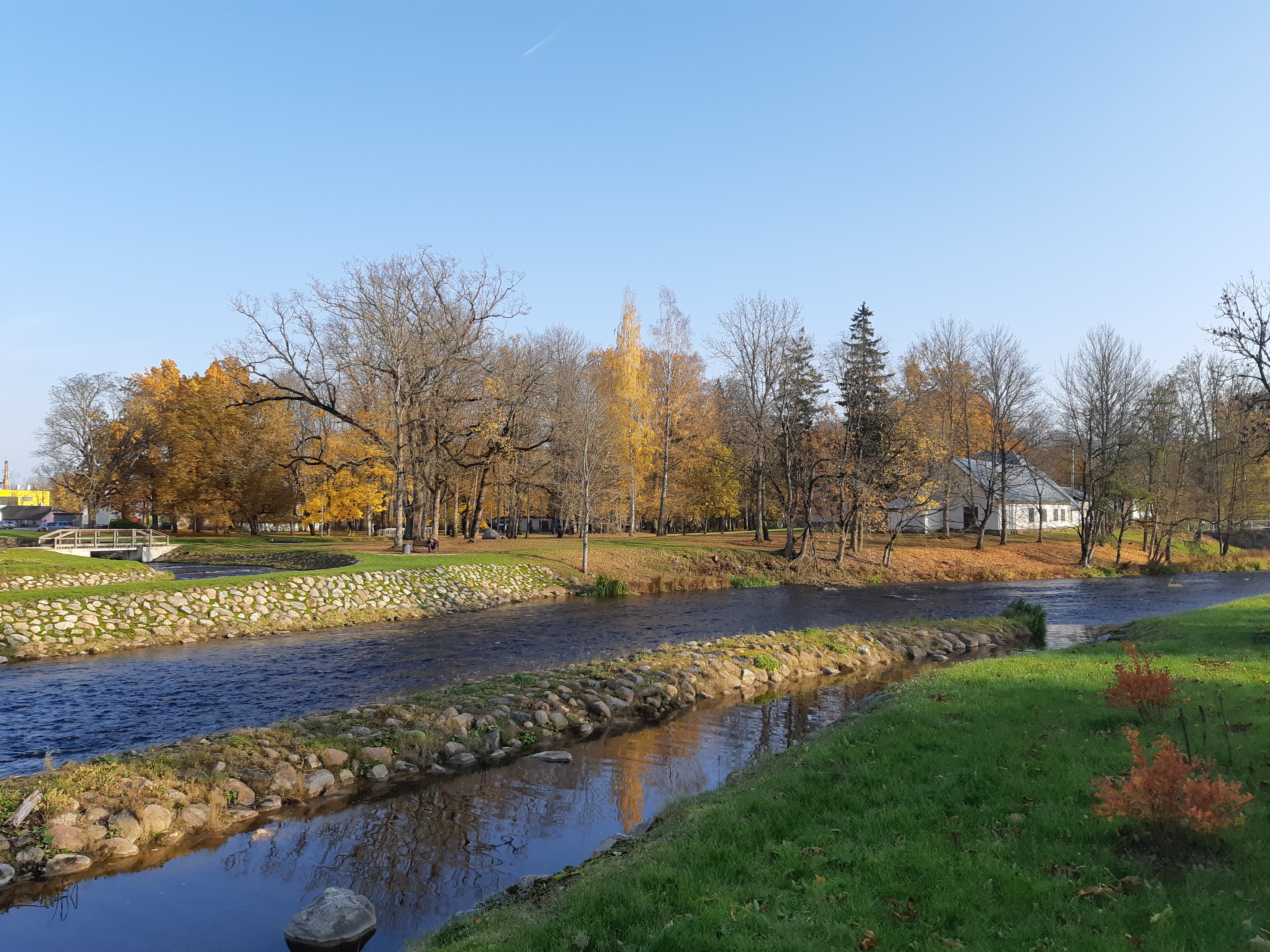

L’agricultura continua essent un dels pilars fonamentals de l’economia local. Les terres fèrtils del municipi, afavorides per un clima humit i continental, són ideals per al cultiu de cereals, patates, hortalisses i fruita. A més, la ramaderia —especialment de bestiar boví i porcí— té una presència significativa. Moltes explotacions han modernitzat els seus processos i han introduït tecnologies per millorar la productivitat i reduir l’impacte ambiental.
La indústria agroalimentària s’ha desenvolupat com una extensió natural de l’activitat agrícola. Cooperatives locals i empreses privades elaboren productes lactis, carnis, embotits, sucs i melmelades que sovint es venen a escala nacional i, en alguns casos, internacional. Aquest sector ha rebut suport del govern estonià i de fons europeus, afavorint la creació de llocs de treball i la dinamització de l’economia.
La presència del riu Põltsamaa ha facilitat històricament el desenvolupament de molins i petites centrals hidroelèctriques, i avui dia encara existeixen iniciatives que aprofiten l’energia hidràulica com a font renovable. Això s’inscriu en una aposta més àmplia per la sostenibilitat, amb iniciatives de producció d’energia solar i eòlica en determinades àrees del municipi.
El comerç i els serveis, especialment a la ciutat de Põltsamaa, tenen un pes important dins l’economia local. Hi trobem supermercats, botigues especialitzades, restaurants i serveis professionals que cobreixen les necessitats de la població i generen ocupació estable. A més, s’han obert diversos negocis relacionats amb el turisme, com allotjaments rurals, guies locals i empreses d’activitats recreatives.
L’emprenedoria ha estat clau per mantenir viva l’activitat econòmica del municipi. L’administració local ofereix assessorament i suport a iniciatives empresarials, incloent-hi espais de coworking, seminaris i accés a línies de finançament. Aquestes polítiques han contribuït a retenir talent local i a atreure nous residents amb esperit emprenedor.
La bona connexió per carretera amb ciutats com Tartu, Viljandi o Tallinn facilita la mobilitat laboral i comercial, i permet que Põltsamaa actuï com a punt logístic entre diferents regions. Aquest avantatge és aprofitat per empreses de transport, magatzematge i distribució que hi han establert delegacions o centres operatius.
L’economia de Põltsamaa també inclou activitats artesanals i creatives, com la ceràmica, la fusteria artística i la producció local de tèxtils. Aquestes iniciatives, sovint impulsades per col·lectius locals o associacions culturals, reforcen la identitat del municipi i contribueixen a un model de desenvolupament integrador.
Finalment, el municipi ha iniciat una estratègia d’internacionalització, participant en xarxes europees de municipis i promovent intercanvis comercials i culturals amb altres regions del Bàltic i del nord d’Europa. Aquest enfocament contribueix a la dinamització econòmica i a la projecció de Põltsamaa com a territori actiu i connectat amb el món.

## Cultura i educació
La vida cultural de Põltsamaa reflecteix l’arrelament a les tradicions estonianes i, alhora, una clara obertura cap a les noves formes d’expressió contemporània. El municipi acull nombroses iniciatives artístiques, educatives i comunitàries que contribueixen a una vida social dinàmica i cohesionada.

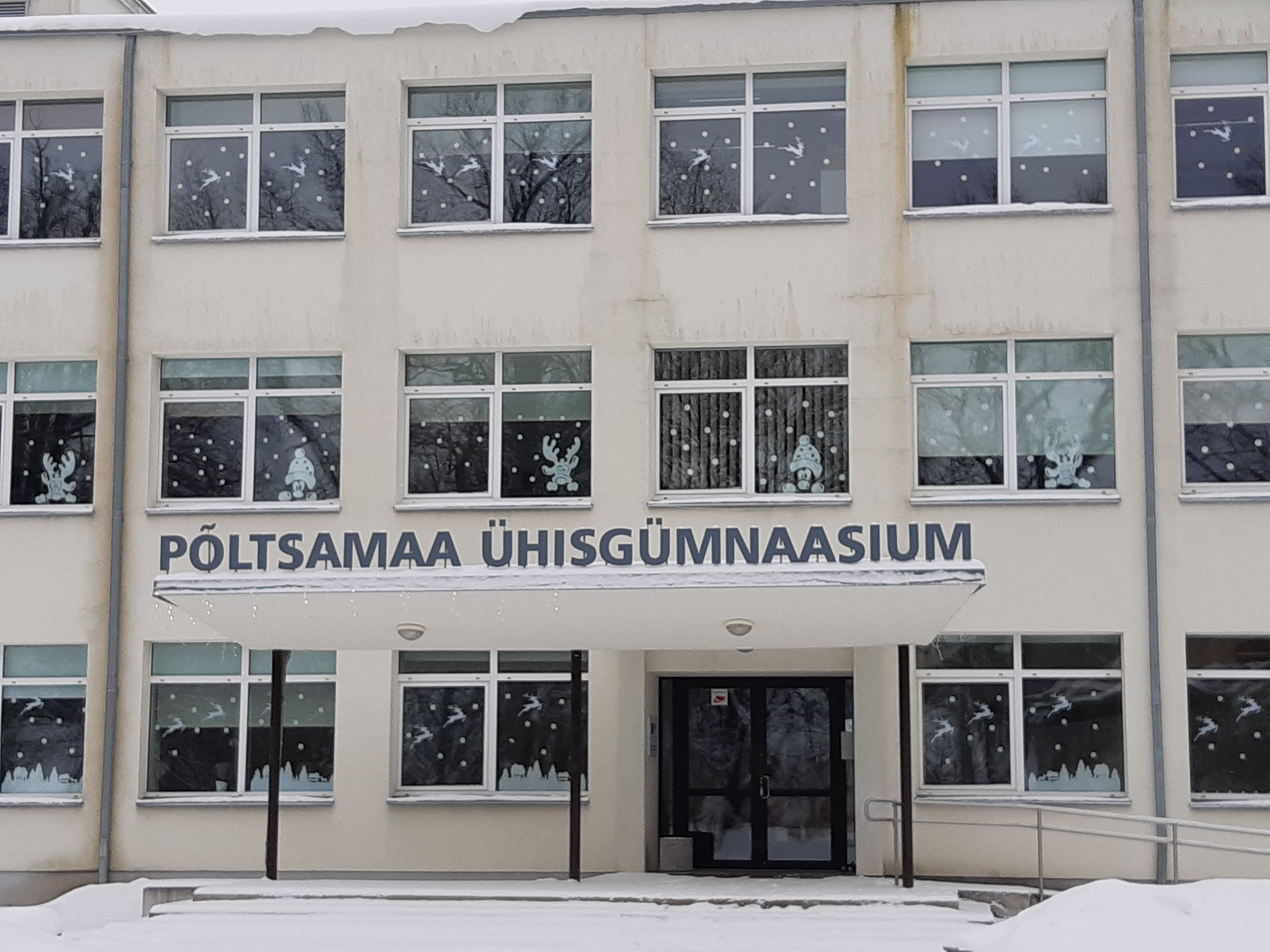

Un dels elements més destacats de la cultura local és la música coral, amb diverses agrupacions que participen en festivals regionals i nacionals. Les danses tradicionals i els grups de folklore també tenen un paper rellevant, especialment durant celebracions com la Jaanipäev (la nit de Sant Joan) i el Dia de la Independència. Aquestes festes són ocasions per a la trobada comunitària i la transmissió intergeneracional del patrimoni immaterial.
El municipi compta amb un museu històric i etnogràfic que conserva objectes de la vida rural, vestimenta antiga i documents sobre la història local. A més, diversos espais expositius i galeries temporals donen suport als artistes locals i ofereixen una programació variada durant tot l’any. El Castell de Põltsamaa també acull activitats culturals, com concerts, fires d’artesania i esdeveniments literaris.
Pel que fa a l’educació, Põltsamaa disposa d’un conjunt de centres escolars ben valorats, que cobreixen l’educació infantil, primària i secundària. L’institut local ofereix itineraris en ciències, humanitats i tecnologia, i manté col·laboracions amb universitats i centres de recerca del país. Aquestes aliances permeten que els estudiants participin en projectes innovadors i obtinguin experiència pràctica en diferents àmbits.
El municipi també promou l’educació artística i musical a través d’escoles municipals especialitzades, on infants i joves poden aprendre instruments, teatre o arts visuals. Aquestes escoles tenen un paper fonamental en el desenvolupament personal i creatiu dels joves de Põltsamaa.
Les biblioteques públiques compleixen una funció educativa i social, oferint accés gratuït a llibres, recursos digitals i espais per a l’estudi i la lectura. A més, organitzen tallers, clubs de lectura i activitats intergeneracionals que afavoreixen la cohesió i l’aprenentatge continu.
Una altra peça clau és la formació per a adults, amb programes orientats a la capacitació professional, l’aprenentatge d’idiomes i el desenvolupament d’habilitats digitals. Aquestes iniciatives contribueixen a l’ocupabilitat i a l’adaptació de la població activa als reptes de l’economia contemporània.
Finalment, cal destacar la col·laboració entre les institucions educatives i les entitats culturals locals per tal de crear una oferta coherent i enriquidora. Aquesta sinergia entre cultura i educació fa de Põltsamaa un municipi on el coneixement, la creativitat i el compromís cívic tenen un paper central en la vida quotidiana.

## Patrimoni i turisme

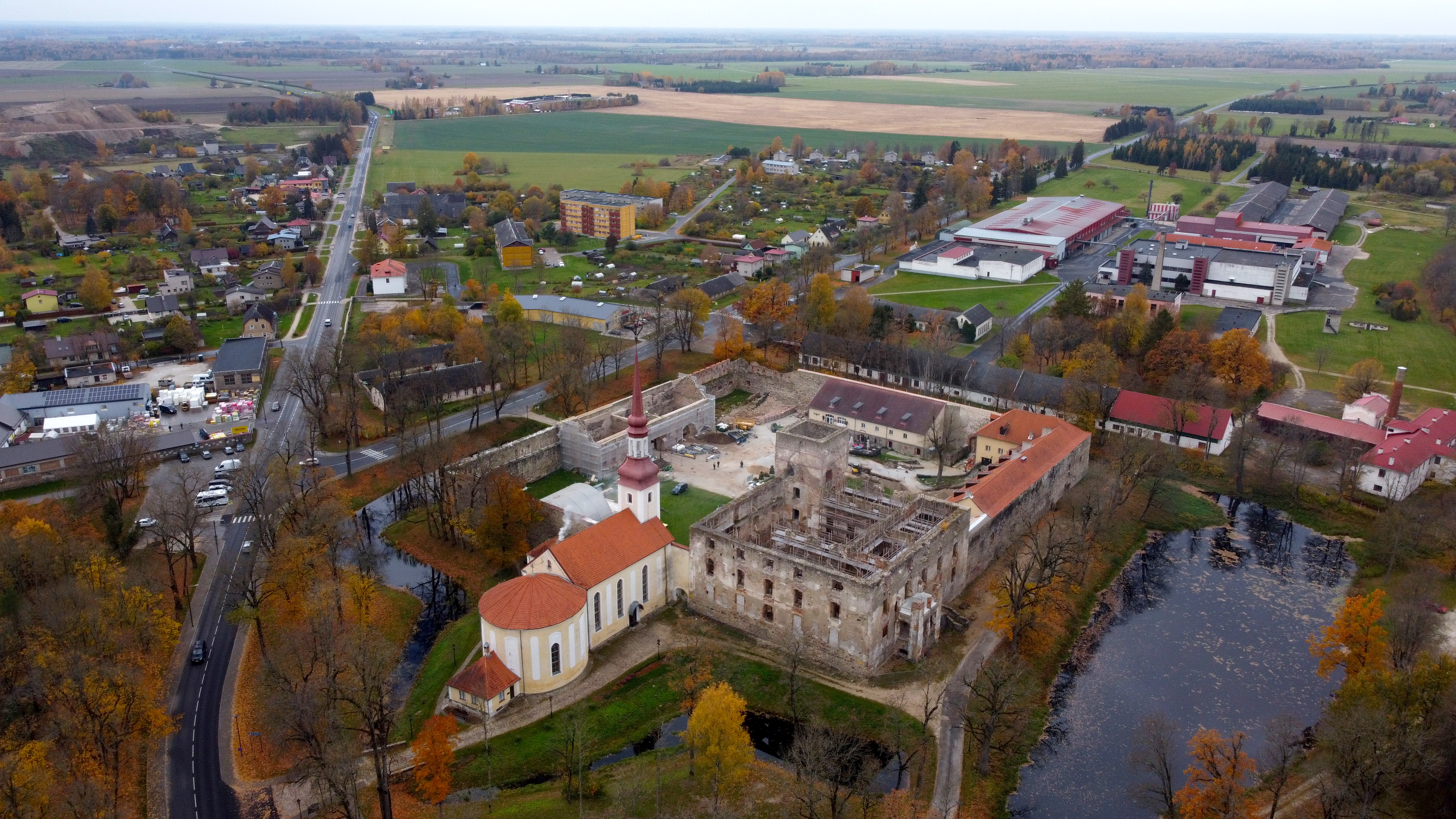

Põltsamaa presenta una rica combinació de patrimoni històric i atractius turístics que el converteixen en una destinació destacada dins el context estonià. El municipi ha sabut preservar i promocionar els seus actius culturals, arquitectònics i naturals, consolidant-se com un referent en matèria de turisme rural i de proximitat.
Un dels punts centrals del patrimoni de Põltsamaa és el seu castell, una construcció medieval amb una història que es remunta al segle XIII. Inicialment erigit com a fortalesa pels cavallers de l'Orde Teutònic, el castell ha estat reconstruït diverses vegades al llarg dels segles, especialment després dels danys ocasionats durant les guerres del Nord i la Segona Guerra Mundial. Actualment, el castell allotja un museu, una galeria d’art, cellers i espais per a esdeveniments, incloent-hi concerts i fires d'artesania.
La ciutat de Põltsamaa també és coneguda com la "ciutat dels ponts", ja que el riu que la travessa està creuat per múltiples ponts pintorescos que ofereixen vistes encisadores. Aquest entorn fluvial és un reclam turístic per als amants de la fotografia, les passejades i les activitats aquàtiques. El municipi ha creat rutes senyalitzades que permeten als visitants explorar el seu entorn natural i urbà a peu o en bicicleta.
A més del castell, Põltsamaa compta amb diverses esglésies històriques, entre les quals destaca l’església de Sant Nicolau, d’estil gòtic, que conserva frescos i elements arquitectònics originals. Altres edificis patrimonials inclouen antics molins, residències senyorials i estructures agrícoles tradicionals que es poden visitar a través de circuits guiats o itineraris culturals autoguiats.
El municipi ha desenvolupat una infraestructura turística acollidora que inclou hotels, hostals, allotjaments rurals i càmpings. Molts d’aquests establiments estan gestionats per famílies locals i ofereixen una experiència autèntica, sovint complementada amb gastronomia regional basada en productes de proximitat.
El turisme gastronòmic té un lloc destacat a Põltsamaa. La ciutat és coneguda per la seva producció de vi de fruita i sucs, que es poden degustar i adquirir en bodegues i fires locals. A més, diversos restaurants i mercats setmanals ofereixen plats típics elaborats amb ingredients de la zona, com carn fumada, pa artesanal, formatges i melmelades.

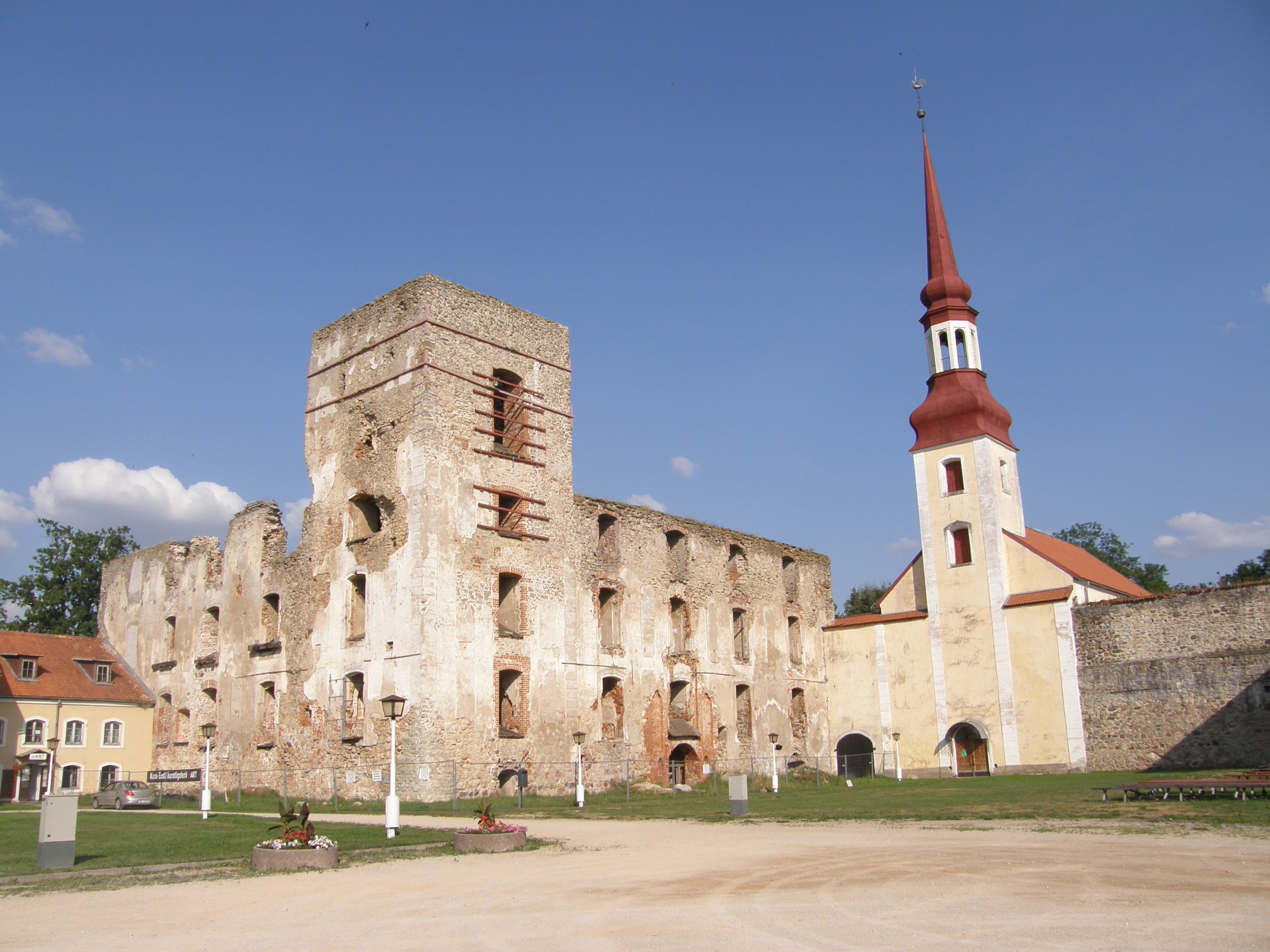

El municipi promou diverses festivitats anuals que atrauen tant la població local com visitants d’altres regions. Entre aquestes destaquen el Festival del Vi, la Fira Medieval i les celebracions de Jaanipäev. Aquests esdeveniments combinen activitats lúdiques, espectacles en viu, demostracions d’oficis antics i gastronomia, contribuint a dinamitzar el turisme i a reforçar el teixit social.
També s’hi poden trobar centres d’interpretació de la natura i reserves naturals que ofereixen activitats per a tota la família, com observació d’ocells, tallers de manualitats amb elements naturals i visites educatives sobre la biodiversitat local. Aquest enfocament integrat afavoreix un model de turisme sostenible i educatiu.
Gràcies a la seva accessibilitat i a una promoció turística eficaç, Põltsamaa ha incrementat progressivament el nombre de visitants. L’ajuntament i les empreses locals treballen conjuntament per continuar millorant els serveis i diversificar l’oferta, tot mantenint l’equilibri entre el desenvolupament econòmic i la preservació patrimonial.
En definitiva, el patrimoni i el turisme a Põltsamaa són factors clau per a la identitat i l’economia del municipi. Amb una aposta clara per la qualitat, l’autenticitat i la sostenibilitat, Põltsamaa es consolida com una destinació atractiva, amb molt per oferir a qui vulgui descobrir l’essència d’Estònia en un entorn tranquil i acollidor.

## Transport i infraestructures
Põltsamaa compta amb una xarxa d’infraestructures sòlida i ben desenvolupada que facilita la mobilitat dels seus habitants i l’activitat econòmica. Tot i la seva ubicació allunyada de les grans urbs, el municipi està ben connectat tant a escala regional com nacional, i treballa constantment per millorar les seves infraestructures de transport i serveis bàsics.
La principal via de comunicació és la carretera nacional Tallinn–Tartu, que creua prop del municipi i permet una connexió ràpida amb dues de les principals ciutats del país. Això facilita el transport de mercaderies, el desplaçament de treballadors i l’arribada de turistes. L’estat de la carretera és òptim, amb trams renovats recentment i serveis de manteniment regulars que garanteixen la seguretat viària durant tot l’any.

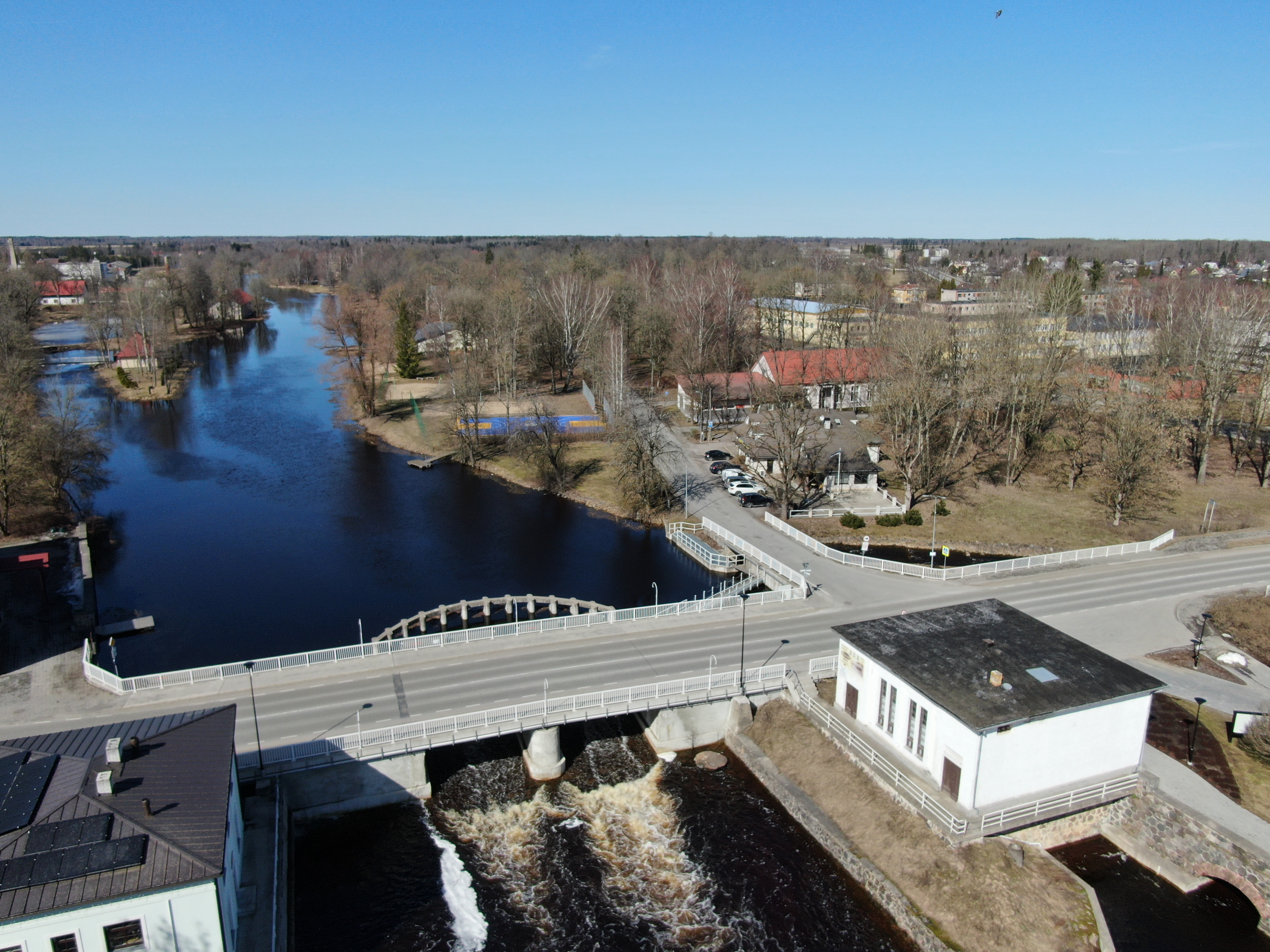

El transport públic està cobert principalment per autobusos que connecten Põltsamaa amb altres municipis del comtat de Jõgeva i amb ciutats més grans com Tartu, Viljandi i Tallinn. L’estació d’autobusos ofereix serveis regulars, especialment durant els dies laborables, i s’hi han implementat sistemes digitals de venda de bitllets i informació en temps real per als usuaris.
Encara que el municipi no disposa de línia ferroviària pròpia, l’estació de tren més propera es troba a Jõgeva, a pocs quilòmetres de distància. Des d’allà es pot accedir fàcilment a les principals línies ferroviàries d’Estònia, la qual cosa permet una interconnexió fluida per als residents que estudien o treballen fora del municipi.
Pel que fa a les infraestructures internes, Põltsamaa ha desenvolupat una xarxa de carrers i camins rurals ben pavimentats i senyalitzats, que enllacen les diferents poblacions i nuclis habitats del municipi. També s’han construït carrils bici i voreres per fomentar la mobilitat activa i segura.
Les infraestructures bàsiques inclouen una cobertura de serveis essencials com el subministrament d’aigua potable, sanejament, electricitat i accés a internet d’alta velocitat. En els darrers anys, s’ha apostat per expandir la fibra òptica a les zones rurals, millorant significativament la connectivitat digital i afavorint el teletreball i l’emprenedoria tecnològica.
El municipi també disposa d’instal·lacions modernes per a la gestió de residus i la recollida selectiva, amb punts verds distribuïts estratègicament. A més, s’han impulsat iniciatives per a l’electrificació del transport públic i l’adopció de vehicles elèctrics, amb la instal·lació de punts de recàrrega en llocs clau.
En l’àmbit educatiu i esportiu, les infraestructures inclouen escoles amb edificis ben equipats, centres cívics, biblioteques i instal·lacions esportives com gimnasos, pistes d’atletisme i piscines cobertes. Aquests equipaments no només donen suport a l’educació i la salut, sinó que també contribueixen a la cohesió comunitària.
La planificació urbanística de Põltsamaa s’ha orientat cap a la sostenibilitat i la qualitat de vida. Es prioritzen espais verds, parcs urbans i zones per a vianants, afavorint un entorn saludable i inclusiu per a totes les edats. També s’hi preveu el desenvolupament de zones residencials amb criteris d’eficiència energètica i sostenibilitat ambiental.
En resum, les infraestructures i el sistema de transport de Põltsamaa són un reflex del seu compromís amb el progrés, l’accessibilitat i el benestar col·lectiu. Amb una gestió eficient i una visió de futur, el municipi ofereix un entorn òptim per viure, treballar i visitar.

## Medi ambient
El municipi de Põltsamaa es caracteritza per una gran riquesa ambiental, tant pel que fa a la seva biodiversitat com per la qualitat dels ecosistemes que conformen el seu paisatge. Situat en una regió de transició entre la plana estoniana i les zones forestals més denses, el territori combina boscos caducifolis i de coníferes, prats naturals, riberes fluvials i àrees agrícoles gestionades de manera sostenible.
Un dels principals eixos ambientals del municipi és el riu Põltsamaa, afluent del Pedja, que travessa el municipi i contribueix significativament a la configuració del paisatge natural. Les seves ribes estan envoltades de vegetació de ribera i hàbitats humits que serveixen com a refugi per a nombroses espècies d’ocells, amfibis i invertebrats. Aquestes zones són especialment importants per a la nidificació de diverses aus aquàtiques, així com per al cicle vital de moltes espècies d’insectes pol·linitzadors.

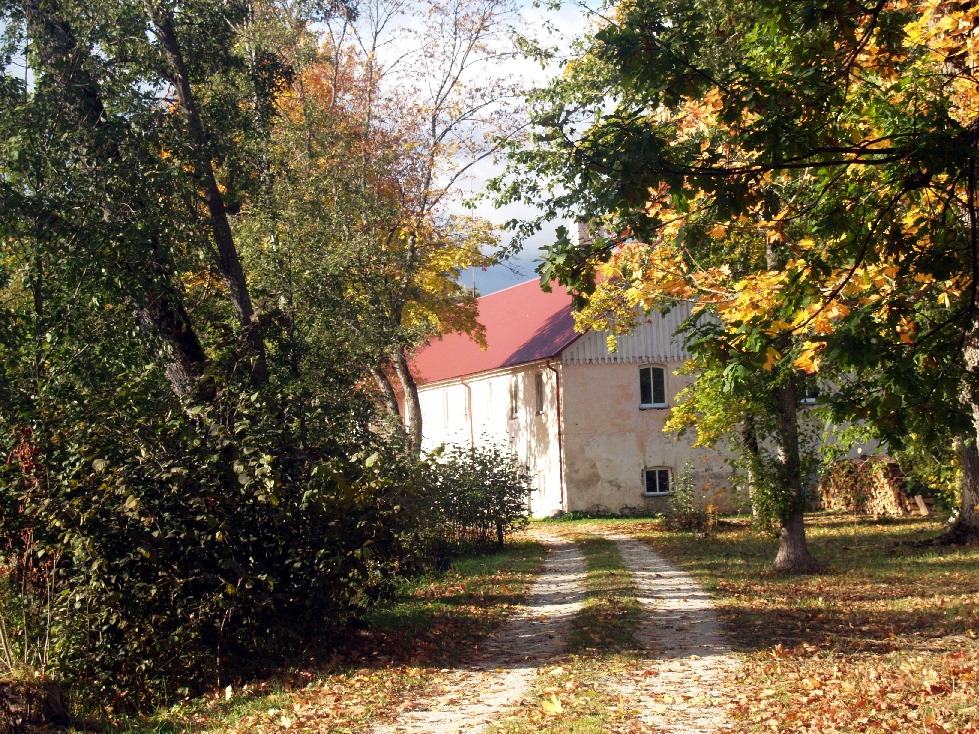

Els boscos que cobreixen una bona part del territori són principalment mixtos, amb avets, pins, bedolls i roures. Aquestes masses forestals són fonamentals no només per a la conservació de la biodiversitat, sinó també com a font de recursos naturals, com la fusta i bolets, que es recullen de manera controlada. La gestió forestal es realitza d’acord amb criteris de sostenibilitat, incloent la rotació d’explotació, la reforestació i la conservació d’àrees d’alt valor ecològic.
En els darrers anys, Põltsamaa ha impulsat polítiques mediambientals orientades a la mitigació del canvi climàtic. Entre les iniciatives destaca el foment de l’ús d’energies renovables, especialment la biomassa i l’energia solar. Diverses instal·lacions públiques i privades s’han equipat amb panells solars, i s’ha iniciat una transició cap a sistemes de calefacció més eficients i nets.
Un altre element clau és la protecció del sòl i dels recursos hídrics. L’agricultura és una activitat important al municipi, però s’hi practica de forma respectuosa amb el medi. S’ha reduït l’ús de fertilitzants químics, s’apliquen pràctiques de rotació de conreus i es mantenen franges de vegetació natural entre camps per prevenir l’erosió i la contaminació dels cursos d’aigua. A més, el control de les aigües residuals s’ha millorat mitjançant noves plantes de tractament i una xarxa moderna de clavegueram.
Pel que fa a la gestió de residus, Põltsamaa compta amb un sistema de recollida selectiva altament eficient. Els habitants separen els residus orgànics, el paper, el vidre, els envasos i els materials perillosos. L’ajuntament ha desenvolupat campanyes educatives i de conscienciació per fomentar hàbits de consum responsables i la reducció del malbaratament alimentari. També s’han creat punts de recollida de compost domèstic i espais per a la reutilització d’objectes.
El municipi participa activament en projectes de conservació en col·laboració amb entitats ecologistes i universitats estonianes. Aquests projectes inclouen la monitorització d’espècies protegides, l’inventari d’hàbitats d’interès comunitari i la restauració de zones degradades, especialment torberes i prats humits. La implicació de la ciutadania en aquests projectes és notable, mitjançant jornades de voluntariat i programes educatius escolars.
En l’àmbit urbà, Põltsamaa aposta per una planificació verda, amb parcs, zones arbrades i jardins comunitaris que milloren la qualitat de vida dels residents. Aquestes zones verdes no només aporten beneficis estètics i de benestar, sinó que actuen com a corredors ecològics que connecten els diferents ecosistemes dins del territori municipal. També es fomenta la plantació d’arbres autòctons i la creació de refugis per a insectes i aus dins l’entorn urbà.
La mobilitat sostenible és un altre eix fonamental de les polítiques ambientals del municipi. A més dels carrils bici i de la millora de l’accessibilitat a peu, s’han instal·lat estacions de càrrega per a vehicles elèctrics i s’estan promovent serveis de transport col·lectiu eficients i amb baix impacte ambiental. Això contribueix a reduir les emissions de gasos d’efecte hivernacle i millorar la qualitat de l’aire.
L’educació ambiental té un paper destacat en la vida comunitària. Les escoles integren activitats relacionades amb el medi ambient en el seu currículum, i es desenvolupen tallers i sortides al camp per conscienciar els infants i joves sobre la importància de preservar el seu entorn. A més, diversos centres cívics i biblioteques organitzen xerrades, exposicions i debats sobre temes ambientals d’actualitat.
En definitiva, el municipi de Põltsamaa mostra un compromís clar amb la protecció i la millora del medi ambient, entenent aquest àmbit com un pilar bàsic per al desenvolupament sostenible. Amb una combinació d’accions institucionals, participació ciutadana i estratègies de gestió intel·ligent, el municipi avança cap a un model de convivència harmoniosa entre l’activitat humana i la natura. Aquest enfocament no només preserva el patrimoni natural per a les futures generacions, sinó que enriqueix la qualitat de vida present i projecta una imatge de territori responsable i innovador.